# Victims of the Modern Age
Victims of the Modern Age – album zespołu Star One, wydany na początku listopada 2010. Płyta została nagrana w wersji zwykłej i edycji limitowanej. Album ten jest mroczniejszy i cięższy niż jego poprzednik Space Metal. Inspiracją dla poszczególnych utworów ponownie były filmy, tym razem z gatunku postapokaliptycznych związanych bezpośrednio z Ziemią.

## Lista utworów

### CD 1
1. "Down the Rabbit Hole" - 01:20
2. "Digital Rain" – 6:23
3. "Earth that Was" – 6:08
4. "Victim of the Modern Age" – 6:27
5. "Human See, Human Do" – 5:14
6. "24 Hours" – 7:20
7. "Cassandra Complex" – 5:24
8. "It's Alive, She's Alive, We're Alive" – 5:07
9. "It All Ends Here" – 9:46

### CD 2 (tylko edycja limitowana)
1. "As the Crow Dies" – 4:42
2. "Two Plus Two Equals Five" – 5:04
3. "Lastday" – 4:46
4. "Closer to the Stars" – 5:11
5. "Knife Edge" (cover ELP) – 4:15
6. Video: "The Making of Victims of the Modern Age" (36:00)

## Artyści

### Wokaliści
1. Floor Jansen - wysokie tony
2. Russell Allen - potężny głos
3. Damian Wilson - czysty głos
4. Dan Swanö - growl / niskie tony

### Edycja limitowana
1. Arjen Anthony Lucassen
2. Mike Andersson - "As The Crow Dies"
3. Rodney Blaze - "Two Plus Two Equals Five'
4. Tony Martin

### Instrumentaliści
1. Arjen Anthony Lucassen - gitara elektryczna
2. Ed Warby - perkusja
3. Peter Vink - gitara basowa
4. Gary Wehrkamp - sola gitarowe
5. Joost van den Broek - keyboard